# The Slumdon Bridge
| Recensione      | Giudizio |
| --------------- | -------- |
| Super Bangers   | (10/10)  |
| Fist In the Air | (10/10)  |
| Allhiphop.com   | (8/10)   |

The Slumdon Bridge è un extended play del cantautore britannico Ed Sheeran e del rapper statunitense Yelawolf, pubblicato il 14 febbraio 2012 come digital download gratis nel Regno Unito.
La seconda traccia dell'EP, You Don't Know (For Fuck's Sake) era già stata pubblicata come free download dalla pagina Twitter di Sheeran e da numerosi siti hip hop il 24 gennaio. Un trailer per il progetto è stato recentemente pubblicato, che mostra entrambi gli artisti in studio per registrare l'EP.

## Tracce
1. London Bridge – 4:54
2. You Don't Know (For Fuck's Sake) – 3:33
3. Faces – 3:19
4. Tone – 2:17

## Date di pubblicazione
| Nazione     | Data             | Etichetta       |
| ----------- | ---------------- | --------------- |
| Regno Unito | 14 febbraio 2012 | auto-pubblicato |
| Stati Uniti | 24 aprile 2012   | Warner Music    |